# Pipistrellus endoi
Pipistrellus endoi är en fladdermusart som beskrevs av Yoshinori Imaizumi 1959. Pipistrellus endoi ingår i släktet Pipistrellus och familjen läderlappar. Inga underarter finns listade i Catalogue of Life.

## Utseende
Arten liknar Pipistrellus abramus och Pipistrellus javanicus i utseende. Den blir utan svans 40 till 49 mm lång, svanslängden är 28 till 39 mm och vikten varierar mellan 5,6 och 8,7 g. Underarmarna är 30 till 34 mm långa, bakfötternas längd är 6,5 till 8,2 mm och öronen är 10 till 12,5 mm stora. Denna fladdermus kännetecknas av en ullig päls som är glänsande rödbrun på ovansidan och ljusbrun på undersidan. De svartbruna öronen och den svartbruna flygmembranen bildar en tydlig kontrast. Hos Pipistrellus endoi är näsborrarna nakna och svansflyghunden är på ovansidan täckt av hår. Hannar har ett ganska långt penisben. Det finns en klaff i överkäken mellan hörntanden och den första premolaren. Artens diploida kromosomuppsättning har 36 kromosomer.

## Utbredning
Denna fladdermus förekommer med flera från varandra skilda populationer i Japan. Den lever i regioner mellan 100 och 1500 meter över havet. Pipistrellus endoi vistas i gamla lövfällande skogar och den vilar i trädens håligheter eller sällan i grottor.

## Ekologi
Individerna vilar även i bergssprickor, under trädens bark eller i byggnader. Pipistrellus endoi går mellan november och mars i ide. Den är under varma årstider nattaktiv och jagar insekter. Antagligen förekommer, som hos andra arter av släktet Pipistrellus, en fördröjd embryoutveckling. Troligtvis föds ungarna i juli och augusti. Per kull föds två ungar.

## Hot
Beståndet hotas av skogsröjningar. Det uppskattas en måttlig minskning av populationen. IUCN kategoriserar arten globalt som nära hotad.